# Big Japan
Big Japan är ett band som tidigare hette Steven's Team och klassas i genren indierock. Nathanial Castro skulle som sångare möjligen ses som bandets frontman, dock har trummisen Adam Brody blivit mest uppmärksammad på grund av sin medverkan i tv-serien OC och andra filmsammanhang. Bandet kom år 2005 ut med albumet Music for Dummies.

## Medlemmar
- Nathanial Castro - sång
- Adam Brody - trummor
- Bret Harrison - gitarr
- Brad Babinski - bas

## Diskografi
Album
- 2005 - Untitled (först kallad Music for Dummies) (23 augusti 2005 Nightshift Muzik)